# Alfred Meusel
Alfred Meusel (* 19. Mai 1896 in Kiel; † 10. September 1960 in Ost-Berlin) war ein deutscher Soziologe und Historiker. Er war Direktor des Museums für Deutsche Geschichte.

## Leben
Der Sohn eines Studienrates besuchte die Volksschule und die Oberrealschule in Kiel. 1914 meldete sich Meusel als Freiwilliger zum Kriegseinsatz, ging an der Front aber bald auf Distanz zum Kaiserreich und kam dort erstmals mit sozialistischen Ideen in Berührung. Im Dezember 1917 wurde er an der Aisne verschüttet, schwer verletzt und behielt zeitlebens ein Nervenleiden als Spätfolge.
1918 bis 1922 studierte er in Kiel u. a. Nationalökonomie, Soziologie und Geschichtswissenschaft. Er promovierte 1922 bei Bernhard Harms mit „Untersuchungen über das Erkenntnisobjekt bei Marx“ und widmete sich in seinen folgenden Aufsätzen vielen anderen sozialistisch inspirierten Themen.
1922 wurde er wissenschaftlicher Assistent, 1925 außerordentlicher Professor, 1930 ordentlicher Professor für Volkswirtschaftslehre und Soziologie an der RWTH Aachen.
Politisch hatte sich Meusel 1919 der USPD angeschlossen und war bei deren Auflösung 1922 in die SPD übergetreten. 1925 trat er aus der SPD aus und näherte sich den Positionen der KPD an, ohne ihr aber beizutreten. Zusammen mit Carl Max Maedge und Gertrud Savelsberg gehörte er darüber hinaus dem Freundes- und Schülerkreis um Ferdinand Tönnies an, den er von seiner Kieler Zeit her kannte.
Bereits im Frühjahr 1933 begannen nun auch an der RWTH Aachen die Denunziationsmaßnahmen der Studentenschaft. Hierbei ließen der ASTA (Allgemeiner Studentenausschuss) und die Studentenführer dem hierfür extra eingesetzten Denunziationsausschuss, bestehend aus Hermann Bonin, Hubert Hoff, Felix Rötscher, Adolf Wallichs, und Robert Hans Wentzel, darüber Mitteilungen zukommen, welche Dozenten und Professoren nicht „arischer“ Abstammung waren oder vermeintlich oder tatsächlich eine unerwünschte politische Einstellung hatten. Meusel sollte nun gemäß dem Gesetz zur Wiederherstellung des Berufsbeamtentums ab September 1933 die Lehrerlaubnis entzogen werden. Die Nazis nahmen Meusel schließlich im April–Mai und Juni–September 1933 auf Grund seiner politischen Gesinnung in „Schutzhaft“ und entließen ihn danach aus dem Staatsdienst.
1934 emigrierte er zusammen mit seiner Frau Meta über Dänemark nach Großbritannien, wo er intensive soziologische und historische Studien betrieb. Unter anderem untersuchte er die Lage der deutschen Emigranten in mehreren Ländern. 1937 schloss er sich über seinen Kollegen Jürgen Kuczynski der Exilorganisation der KPD an, engagierte sich im Freien Deutschen Kulturbund und ab 1942 in der von Arthur Liebert aufgebauten Freien Deutschen Hochschule in London.
1936 war Meusel mit einem Beitrag über „Die Familie in der deutschen Gesellschaftsauffassung seit 1933“ an dem unter anderem von Max Horkheimer initiierten Gemeinschaftswerk Studien über Autorität und Familie beteiligt.
1946 kehrte er nach Deutschland, und zwar nach Berlin zurück und wurde Mitglied der SED. 1947 war er Mitglied des Ersten Deutschen Volkskongresses, später Mitglied des Deutschen Volksrates. 1947 wurde er Mitglied des Präsidialrates des Deutschen Kulturbundes und ordentlicher Professor für Neue Geschichte an der späteren Humboldt-Universität Berlin. Da er einer der wenigen Professoren aus der Weimarer Republik war, die in der DDR arbeiteten, genoss er in der ostdeutschen Hochschullandschaft und bei SED-Wissenschaftspolitikern hohes Ansehen. 1951 war er Gründungsdirektor des Instituts für deutsche Geschichte an der Humboldt-Universität, 1952 auch Direktor des dortigen Instituts für Geschichte des deutschen Volkes und des neu gegründeten Museums für Deutsche Geschichte, das nach der Wiedervereinigung 1990 im Deutschen Historischen Museum aufging. 1953 gehörte er zu den Mitbegründern der Zeitschrift für Geschichtswissenschaft (ZfG). Seine Vorlesungen deckten ein breites Themenspektrum ab, von der Reformation über die 1848er Revolution, Bismarck, den Ersten Weltkrieg bis zur Weimarer Republik. Zu seinen Schülern gehörten die Historiker Fritz Klein und Joachim Streisand. Während seiner Tätigkeit an der Universität, am Museum und in der zentral gelenkten Aspirantenausbildung prägte Meusel eine ganze Generation jüngerer Historiker der DDR.

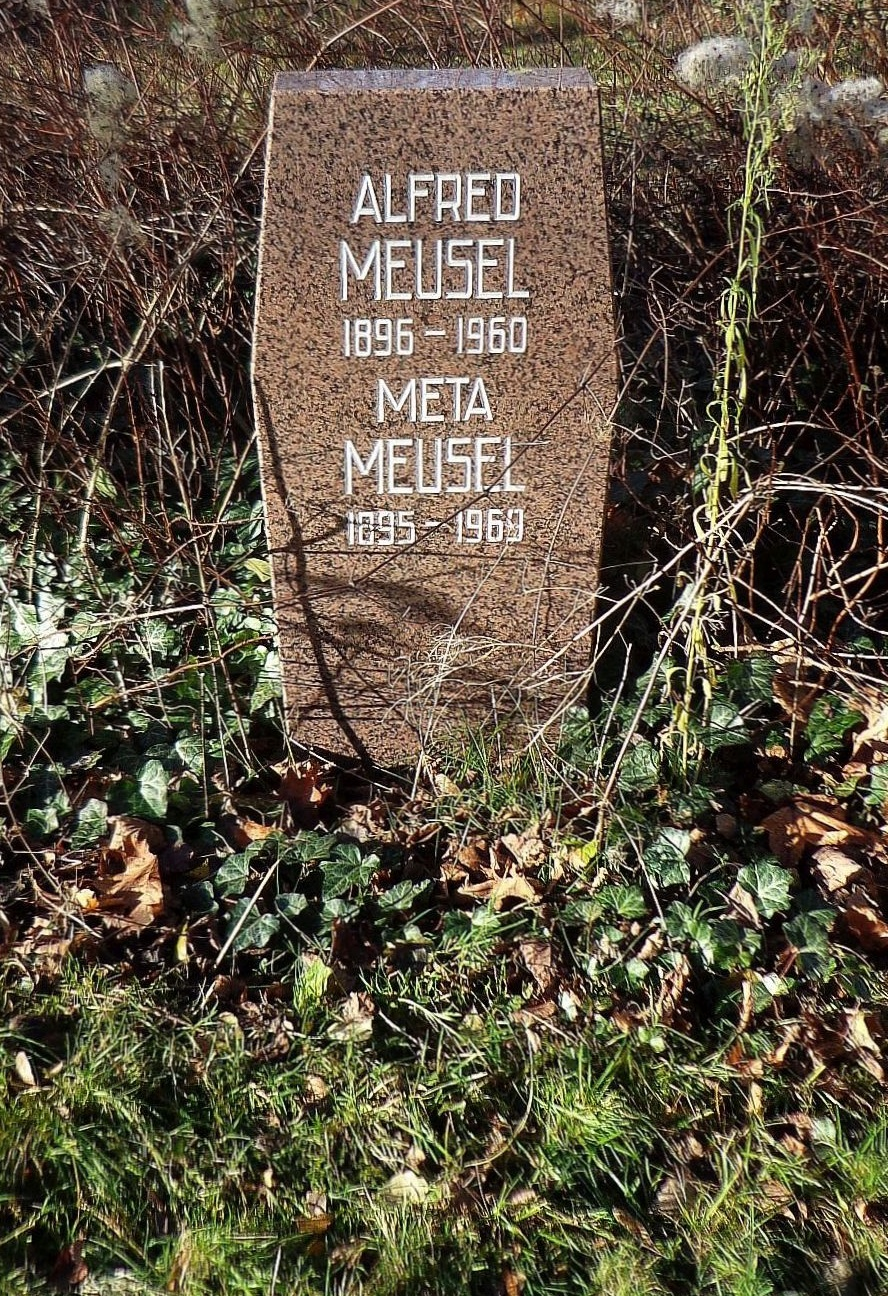
Grabstätte

Seit 1954 war er Vizepräsident des Deutschen Kulturbundes. Meusel gehörte als Mitglied der Kulturbund-Fraktion von 1949 bis zu seinem Tode der Volkskammer der DDR an.
Seine Urne wurde in der Grabanlage Pergolenweg des Berliner Zentralfriedhofs Friedrichsfelde beigesetzt.

## Auszeichnungen
- 1953 Nationalpreis der DDR für Wissenschaft und Technik II. Klasse
- 1958 Medaille für Kämpfer gegen den Faschismus 1933 bis 1945

## Werke
- Untersuchungen über das Erkenntnisobjekt bei Marx, Kiel 1922
- Die Abtrünnigen. In: „Kölner Vierteljahreshefte für Sozialwissenschaften“, Jg. 3, 1923, H. 2/3, S. 152–169
- List und Marx: Eine vergleichende Betrachtung, G. Fischer Verlag, Jena 1928
- Karl Marx. In: Fritz Karl Mann (Hrsg.), Gründer der Soziologie. Eine Vortragsreihe, Gustav Fischer, Jena 1932, S. 96–108 [= Sozialwissenschaftliche Bausteine, Bd. IV]
- Thomas Müntzer und seine Zeit, Aufbau-Verlag, Berlin 1952